# Raión de Balta
El raión de Balta (ucraniano: Балтський район) es un distrito en el óblast de Odesa en el sur de Ucrania. Centro administrativo es la ciudad de Balta.

## Localidades
- Akulynivka
- Andriiashivka
- Balta
- Bendzary
- Berezivka
- Bilyna
- Borsuky
- Cherneche
- Chervona Zirka
- Golma
- Herbyne
- Jarytynivka
- Karmalyukivka
- Korytne
- Kozatske
- Krynychky
- Kryzhovlyn
- Lisnychivka
- Moshnyahy
- Myrony
- Nemyrivs'ke
- Novopol
- Obzhyle
- Olenivka
- Pasat
- Pasytsely
- Perel'oty
- Pereyma
- Petrivka
- Pischana
- Ploske
- Puzhaykove
- Rakulove
- Sarazhynka
- Savranske
- Semeno-Karpivka
- Shliajove
- Sinne
- Vidrada
- Volova
- Yevtodiya
- Zeleny Hay